# جامعة شيربروك
جامعة شيربروك هي جامعة ناطقة بالفرنسية تقع في مدينة شيربروك بجهة إستري، بولاية كيبيك الكندية، تأسست الجامعة في عام 1954. في عام 2007 كان، وفقا للأسبوعية جلوب اند ميل (The Glob And Mail)، كانت الجامعة الأعلى تقديرا في كندا، وأحسن جامعة ناطقة بالفرنسية ترتيبًا في كيبيك وفقا للأسبوعية ماكلينز (Maclean's). في العام نفسه، قدر مكتب الأبحاث Research InfoSource  أن من بين كافة الجامعات الناطقة بالفرنسية في كندا، منشورات وأبحاث هيئة التدريس في جامعة شيربروك كان لها الأثر الأكبر في المجلات العالمية العلمية.

جامعة شيربروك وهي فرع من القطب الجامعي لشيربروك تعرف مند 8 سنوات متتالية أسرع نمو جامعي في كيبيك، ما بين ربع وثلث جميع البرامج الأكاديمية الجديدة التي تم إنشاؤها في كيبيك في السنوات الأخيرة أتت من جامعة شيربروك، هذه الأخيرة هي التي أدخلت نظام الدراسة مع العمل (Régime Coopératif) والدراسة بالتناوب في كيبيك في عام 1965.
في عام 2009، بلغ عدد الطلبة الذين يدرسون في الجامعة 38000 و أعضاء هيئة التدريس 3600.
الجامعة توظف 7100 شخصا ولديها أكثر من 110,000 خريج. تقدم جامعة شيربروك 46 برنامجا جامعيا،48 برنامج ماجستير و 27 برنامج دكتوراه. لديها 69 كرسي بحث، من بين مجالاته: الصيدلة، الالكترونيات الدقيقة والبيئة.

## تاريخ
تأسيس جامعة شيربروك جاء من الرغبة في إنشاء جامعة كاثوليكية ناطقة بالفرنسية في منطقة دات كثافة سكان إنجليزية. لكن في أواخر 1960s تناقص عدد القساوسة الذين يعملون في الجامعة إلى حد كبير. في عام 1975، تم تعيين أول رئيس علماني للجامعة.

## رؤساء الجامعة
2009- : لوس ساموازيت
2001-2009: برونو ماري بيشار مارينيي
1993-2001: بيير رايد
1985-1993: آلدي كابانا
1981-1985: كلود هامل
1975-1981: ييف مارتن
1965-1975: روجي مالتي
1955-1965: أيريني بينارد
1954-1965: موريس فإنسان

## الكليات
تتكون جامعة شيربروك من الكليات التالية
- كلية الإدارة
- كلية الحقوق
- كلية التربية
- كلية التربية البدنية والرياضة
- كلية الهندسة
- كلية الآداب والعلوم الإنسانية
- كلية الطب وعلوم الصحة
- كلية العلوم
- كلية اللاهوت والدراسات الدينية

## مواقع الدراسة
لدى جامعة شيربروك ستة مواقع للدراسة:
- الموقع الرئيسي بشيربروك
- موقع الطب وعلوم الصحة بشيربروك
- موقع مركز المدينة ب شيربروك
- موقع لونغوي
- موقع مشترك مع جامعة كيبك في شيكوتيمي بمدينة ساغيناي
- موقع مشترك مع جامعة مونكتون في ولاية نيو برونزويك

### الموقع الرئيسي
الموقع الرئيسي يحتوي على :
- إدارة الجامعة
- أهم خدمات الدعم
- جميع الكليات ماعدا كلية الطب وعلوم الصحة
- جناح جورج-كابانا: خدمات التسجيل ومعلومات عن الدراسة بالجامعة
- الجناح المتعدد المهام: بطائق الدراسة، جواز موقف السيارات، بطائق الحافلة...إلخ
- المركز الرياضي بما فيه المسبح، قاعة الرياضة، ملعب ألعاب القوى وكرة القدم ...
- المركز الثقافي وقاعة العروض
- مكتبة العلوم الإنسانية
- مكتبة الحقوق والمنشورات الوزارية
- مكتبة الموسيقى
- مكتبة العلوم والهندسة
- مركز أن-هيبيرت
- مركز المصادر البيداغوجية
- مركز الخرائط
- إقامات الطلبة

### موقع الطب وعلوم الصحة
موقع الطب وعلوم الصحة يحتوي على:
- كلية الطب وعلوم الصحة
- معهد الصيدلة بشيربروك
- المركز الاستشفائي الجامعي بشيربروك
- مركز الأبحاث الكلينيكية
- مركز الأبحاث البيوتكنولوجية بإستري
- جناح جيرالد لاسال
- مكتبة علوم الصحة
- المركز الرياضي
- إقامات الطلبة

### موقع لونغوي
تأسس موقع لونغوي سنة 1989. يقدم أكثر من 90 برنامج للتكوين معظمهما في السلك الثاني لثمانية من الكليات التسع لجامعة شيربروك، وهي (الإدارة، القانون، التعليم، الهندسة، العلوم الإنسانية، الطب علوم الصحة، العلوم، اللاهوت والفلسفة). البرامج، سواء كانت في السلك الأول أو الثاني أو الثالث تُعطى للوقت الجزئي، أي المساء وعطلة نهاية الأسبوع أو أشكال مختلفة للسماح المهنيين للبقاء في سوق العمل.

### مواقع أخرى
الموقع المشترك مع جامعة كيبك في شيكوتيمي بمدينة ساغيناي و الموقع المشترك مع جامعة مونكتون في ولاية نيو برونزويك يُعطون تكوينات في الطب وعلوم الصحة مند 2006

## وصلات خارجية
- الموقع الرسمي للجامعة